# Cocalodes macellus
Cocalodes macellus är en spindelart som först beskrevs av Tord Tamerlan Teodor Thorell 1878.  Cocalodes macellus ingår i släktet Cocalodes och familjen hoppspindlar. Inga underarter finns listade i Catalogue of Life.